# Rajd Taurus 1980
Rajd Taurus 1980 (19. int. Rally Taurus 1980) – 19. edycja rajdu samochodowego Rajd Taurus rozgrywanego na Węgrzech. Rozgrywany był od 1 do 3 sierpnia 1980 roku. Rajd był piątą rundą Rajdowego Pucharu Pokoju i Przyjaźni w roku 1980 oraz trzecią rundą Rajdowych Mistrzostw Węgier w roku 1980.

## Klasyfikacja rajdu
| Miejsce                                  | Kierowca               | Pilot                  | Samochód               | Czas                   | Strata                 |                        |
| Klasyfikacja generalna                   | Klasyfikacja generalna | Klasyfikacja generalna | Klasyfikacja generalna | Klasyfikacja generalna | Klasyfikacja generalna | Klasyfikacja generalna |
| ---------------------------------------- | ---------------------- | ---------------------- | ---------------------- | ---------------------- | ---------------------- | ---------------------- |
| 1.                                       | Attila Ferjáncz        | János Tandari          | Renault 5 Alpine       | 3:19:16                | –                      |                        |
| 2.                                       | Václav Blahna          | Pavel Schovánek        | Škoda 130 RS           | 3:21:59                | +2:43                  |                        |
| 3.                                       | Svatopluk Kvaizar      | Jiří Kotek             | Škoda 130 RS           | 3:22:51                | +3:35                  |                        |
| 4.                                       | István Gál             | György Margó           | Renault 17 Gordini     | 3:27:58                | +8:42                  |                        |
| 5.                                       | Vallo Soots            | Toomas Putmaker        | Lada VAZ 21011         | 3:32:18                | +13:02                 |                        |
| 6.                                       | Nikolay Elizarov       | Sergey Gogunov         | Lada VAZ 21011         | 3:37:12                | +17:56                 |                        |
| 7.                                       | László Szuhanyik       | László Ranga           | Lada VAZ 21011         | 3:38:46                | +19:30                 |                        |
| 8.                                       | Nikolay Bolshikh       | Igor Bolshikh          | Lada VAZ 21011         | 3:39:04                | +19:48                 |                        |
| 9.                                       | Jan Trajbold st.       | Lubomír Dudek          | Škoda 130 RS           | 3:39:43                | +20:27                 |                        |
| 10.                                      | László Rákosi          | Kálmán Gombos          | Lada VAZ 21011         | 3:44:47                | +25:31                 |                        |
| Klasyfikacja RPPiP                       |                        |                        |                        |                        |                        |                        |
| 1.                                       | Václav Blahna          | Pavel Schovánek        | Škoda 130 RS           | 3:21:59                | 0,0                    |                        |
| 3.                                       | Svatopluk Kvaizar      | Jiří Kotek             | Škoda 130 RS           | 3:22:51                | +52                    |                        |
| 3.                                       | Vallo Soots            | Toomas Putmaker        | Lada VAZ 21011         | 3:32:18                | +10:19                 |                        |
| 4.                                       | Nikolay Elizarov       | Sergey Gogunov         | Lada VAZ 21011         | 3:37:12                | +15:13                 |                        |
| 5.                                       | László Szuhanyik       | László Ranga           | Lada VAZ 21011         | 3:38:46                | +16:47                 |                        |
| 6.                                       | Nikolay Bolshikh       | Igor Bolshikh          | Lada VAZ 21011         | 3:39:04                | +17:05                 |                        |
| 7.                                       | Jan Trajbold st.       | Lubomír Dudek          | Škoda 130 RS           | 3:39:43                | +17:44                 |                        |
| 8.                                       | László Rákosi          | Kálmán Gombos          | Lada VAZ 21011         | 3:44:47                | +22:48                 |                        |
| Klasyfikacja Rajdowych Mistrzostw Węgier |                        |                        |                        |                        |                        |                        |
| 1.                                       | Attila Ferjáncz        | János Tandari          | Renault 5 Alpine       | 3:19:16                | –                      |                        |
| 2.                                       | István Gál             | György Margó           | Renault 17 Gordini     | 3:27:58                | +8:42                  |                        |
| 3.                                       | László Szuhanyik       | László Ranga           | Lada VAZ 21011         | 3:38:46                | +19:30                 |                        |
| 4.                                       | László Rákosi          | Kálmán Gombos          | Lada VAZ 21011         | 3:44:47                | +25:31                 |                        |